# Jasenové
Jasenové (maďarsky Jeszenye,  do roku 1907 Jaszenó) je obec v okrese Žilina na Slovensku. V roce 2011 zde žilo 605 obyvatel.

## Poloha
Obec leží v Rajecké kotlině, asi 1 km severně od města Rajec ve směru k Žilině. Východním okrajem protéká řeka Rajčanka, která Jasenové odděluje od sousední obce Kľače.

## Dějiny
První písemná zmínka o obci pochází z roku 1407. Nacházel se zde římskokatolický kostel ze 14. století, postavený v gotickém slohu, který byl později dvakrát přestavěn, v období baroka a v roce 1882 v novorománském slohu. Dále se v Jasenovém nachází římskokatolický Kostel Božského Srdce Ježíšova, který byl budován od roku 1998 a posvěcen v roce 2000. Z roku 1924 je kaple Božského Srdce Ježíšova. Jsou zde i dvě kúrie z 19. století.